# Jaime Alguersuari
Jaime Víctor Alguersuari Escudero Jr (Barcellona, 23 marzo 1990) è un ex pilota automobilistico e disc jockey spagnolo.
È conosciuto anche come DJ sotto lo pseudonimo Squire; il padre, Jaime Alguersuari senior, ha corso come pilota motociclistico professionista.

## Carriera

### Gli esordi
Cresciuto nel programma dei giovani della Red Bull diretto da Helmut Marko, in cui è entrato nel 2006, aveva mosso i suoi primi passi nel mondo dei motori correndo nel 2005 in Italia, nel campionato Formula Junior, al volante di una vettura della Tomcat Racing. L'anno dopo approda in Formula Renault, dove chiude la stagione al secondo posto in classifica generale, guidando una vettura del team Epsilon Euskadi. Nel 2008 esordisce nella F3 inglese guidando una Dallara per il team Carlin Motorsport insieme all'altro collaudatore del team anglo-austriaco, Brendon Hartley; ottiene la pole position già alla prima prova del campionato, seguita poi dalla vittoria in gara 2, impreziosita dal giro veloce; nel corso della stagione arriveranno altre quattro vittorie, che lo laureeranno campione, non ancora diciannovenne.
Nel dicembre seguente corre nella Race of Champions, disputata allo stadio di Wembley, sostituendo Mark Webber che era rimasto vittima di un grave incidente. Nel 2009 inizia la stagione correndo nelle World Series by Renault, sempre per la Carlin che gli affianca Oliver Turvey, fino alla chiamata della Toro Rosso in Formula 1. Nel settembre dello stesso anno prende parte alla Coppa del Mondo CIK-FIA KZ1 di kart a Sarno, dimostrandosi tra i piloti più veloci in pista.

### Formula 1

#### 2009-2011: Toro Rosso

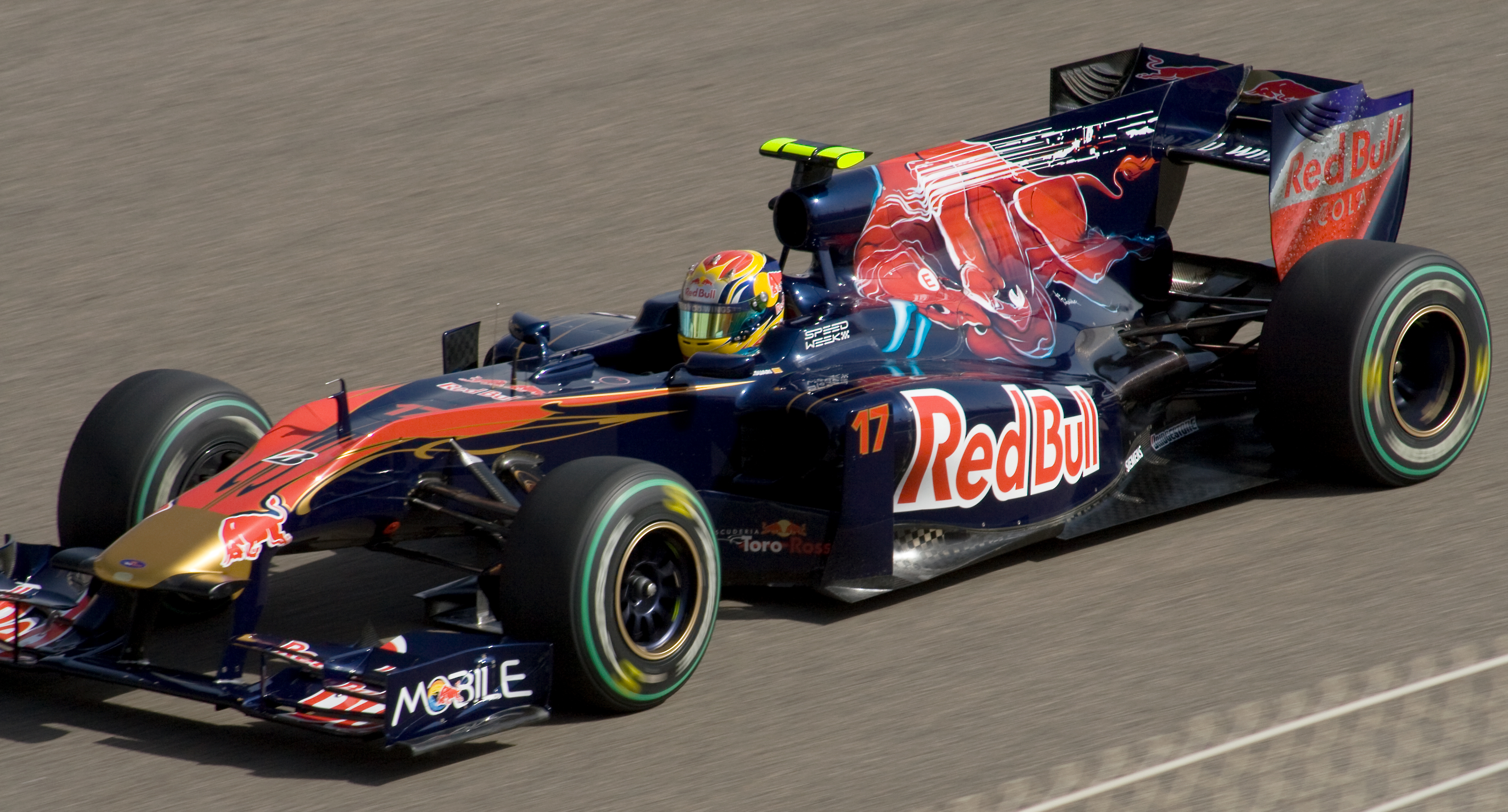
Alguersuari durante il GP del Bahrain 2010.

Alguersuari viene chiamato dalla Red Bull come terzo pilota in occasione del Gran Premio di Germania 2009, sostituendo Brendon Hartley. A partire dal Gran Premio d'Ungheria 2009 esordisce ufficialmente in Formula 1, sostituendo Sébastien Bourdais proprio al volante della Toro Rosso e diventando il più giovane pilota debuttante in Formula 1, battendo il record di Mike Thackwell, detentore del primato dal 1980. Le sue prime gare sono però ancora più deludenti di quelle di Bourdais, ma nonostante ciò viene confermato alla scuderia anche per la stagione 2010; conquista i suoi primi punti iridati in Formula 1 in Malesia giungendo 9º. Nel 2011, a partire dal GP del Canada, ottiene una serie di risultati positivi, concludendo per 4 volte nella top ten e mancando i punti solo in Germania.
Al Gran Premio del Belgio ottiene il sesto posto sulla griglia di partenza, la sua miglior qualifica in carriera, ma è costretto subito al ritiro dopo un contatto alla prima curva con Bruno Senna. Due settimane dopo, a Monza, ottiene un 7º posto, il suo miglior risultato in carriera che viene ripetuto anche nel Gran Premio di Corea; chiude la stagione al quattordicesimo posto con 26 punti. Il 14 dicembre 2011 sia lui che il compagno di squadra Buemi vengono licenziati; alla luce di quest'episodio, sul web fa discutere un video in cui Helmut Marko, il responsabile del programma giovani della Red Bull, ha un'accesa discussione con Alguersuari, responsabile di aver rischiato un incidente con Vettel nelle prove libere in Corea.
Dalla stagione 2012 alla stagione 2013, Alguersuari viene ingaggiato dalla Pirelli per lo sviluppo specifico degli pneumatici per la Formula 1, con l'intenzione tuttavia di ritornare al più presto alle competizioni.

### Dopo la Formula 1
Terminata l'esperienza in Formula 1, dalla stagione 2014-2015 partecipa al neonato campionato di Formula E con il team Virgin Racing. Il pilota spagnolo conclude la stagione al tredicesimo posto. Tuttavia, è costretto a saltare le ultime due gare della stagione a causa dello svenimento di cui è stato vittima subito dopo l'arrivo nella gara di Mosca. La FIA infatti ha ritirato al pilota la licenza, in modo che egli possa essere sottoposto ai controlli medici necessari. In seguito a questo episodio, lo spagnolo ha dichiarato di non essere più attratto dal mondo delle corse, annunciando il suo ritiro.
CRG
Nonostante il suo allontanamento, nel 2021 Alguersuari annuncia il ritorno alle corse, ripartendo nella categoria dei kart CRG nella coppa del mondo KZ.

## Risultati sportivi

### Formula 1
| 2009 | Scuderia   | Vettura |  |  |  |  |  |  |  |  |  |    |    |     |     |     |     |    |     |  |  | Punti | Pos. |
| ---- | ---------- | ------- |  |  |  |  |  |  |  |  |  | -- | -- | --- | --- | --- | --- | -- | --- |  |  | ----- | ---- |
| 2009 | Toro Rosso | STR4    |  |  |  |  |  |  |  |  |  | 15 | 16 | Rit | Rit | Rit | Rit | 14 | Rit |  |  | 0     | 24º  |

| 2010 | Scuderia   | Vettura |    |    |   |    |    |    |    |    |    |     |    |     |    |    |    |    |    |    |   | Punti | Pos. |
| ---- | ---------- | ------- | -- | -- | - | -- | -- | -- | -- | -- | -- | --- | -- | --- | -- | -- | -- | -- | -- | -- | - | ----- | ---- |
| 2010 | Toro Rosso | STR5    | 13 | 11 | 9 | 13 | 10 | 11 | 12 | 12 | 13 | Rit | 15 | Rit | 13 | 15 | 12 | 11 | 11 | 11 | 9 | 5     | 19º  |

| 2011 | Scuderia   | Vettura |    |    |     |    |    |     |   |   |    |    |    |     |   |    |    |   |   |    |    | Punti | Pos. |
| ---- | ---------- | ------- | -- | -- | --- | -- | -- | --- | - | - | -- | -- | -- | --- | - | -- | -- | - | - | -- | -- | ----- | ---- |
| 2011 | Toro Rosso | STR6    | 11 | 14 | Rit | 16 | 16 | Rit | 8 | 8 | 10 | 12 | 10 | Rit | 7 | 21 | 15 | 7 | 8 | 15 | 11 | 26    | 14º  |

| Legenda | 1º posto     | 2º posto | 3º posto    | A punti         | Senza punti/Non class.  | Grassetto – Pole position Corsivo – Giro più veloce |
| Legenda | Squalificato | Ritirato | Non partito | Non qualificato | Solo prove/Terzo pilota | Grassetto – Pole position Corsivo – Giro più veloce |

### Formula E
| Anno    | Squadra       | Vettura               | 1      | 2     | 3     | 4     | 5      | 6     | 7       | 8      | 9      | 10  | 11  | Punti | Posizione |
| ------- | ------------- | --------------------- | ------ | ----- | ----- | ----- | ------ | ----- | ------- | ------ | ------ | --- | --- | ----- | --------- |
| 2014-15 | Virgin Racing | Spark-Renault SRT 01E | PEC 11 | PUT 9 | PDE 5 | BNA 4 | MIA 11 | LBH 8 | MON Rit | BER 13 | MOS 14 | LON | LON | 30    | 13        |